# Callian (Var)
Callian is met 3.049 inwoners (2008) een gemeente in het zuiden van Frankrijk. Het ligt in het departement de Var, in het kanton Fayence. De plaats ligt tussen Fayence en Montauroux in. Het authentiek Provençaals dorpje ligt op een heuvel met een uitzicht op het Esterel massief. De belangrijkste blikvanger is het kasteel, dat nog in privé handen is.

## Geografie
Callian bevindt zich op de rand van het departement de Var, vlak naast het departement Alpes-Maritimes. Het dorpje bevindt zich op een unieke plek tussen de berg Lachens: het hoogste punt van de Var op nog geen twintig kilometer afstand. De stad Draguignan bevindt zich op 34 kilometer afstand van het dorp en het is dertig kilometer naar de kust van Fréjus en 38 kilometer naar Cannes. Het internationale vliegveld van Nice ligt op zestig kilometer oftewel veertig minuten afstand.

## Demografie
Onderstaande figuur toont het verloop van het inwonertal (bron: INSEE-tellingen).

## Omgeving
Mooie plekjes zijn de Gorges du Verdon, een uur rijden vanaf Callian. Iets dichterbij is het Lac de Saint-Cassien, nog geen tien minuten verderop. Hier zwemt, vist en roeit de lokale bevolking, maar in de zomer kan het er behoorlijk druk zijn vanwege het toenemende toerisme.
Callian strekt zich uit over een heuvel en huizen liggen dan ook op zeer uiteenlopende hoogtes: tussen de 104 en 579 meter boven zeeniveau.

## Winkels, scholen e.d.
Zoals het een waar Frans dorpje behoort, bevindt zich een boulangerie en een charcuterie in de kern van Callian. Daarnaast beschikt Callian ook over een kapper en diverse restaurants en bars. Maar ook Callian wordt commercieel. De garage die onlangs failliet is gegaan, is vervangen door een Petit Casino waar tout Callian nu zijn boodschappen doet.
De lagere school voor de leeftijd 6 t/m 11 jaar is vernoemd naar Georges Bauquier, een schilder afkomstig uit Callian. De gemeente is bezig met het bouwen van een museum waarin het werk van Georges Bauquier ten toon zal worden gesteld.
Callian beschikt eveneens over een kleine begraafplaats. Op dit kerkhof ligt het graf van Christian Dior, die over een landgoed beschikte in Callian. Momenteel bezit de Finse autocoureur Mika Häkkinen er een landgoed.
1. ↑  Populations de référence 2022.